# Trentepohlia (Paramongoma) neogama
Trentepohlia (Paramongoma) neogama is een tweevleugelige uit de familie steltmuggen (Limoniidae). De soort komt voor in het Neotropisch gebied.